# Copelatus ferus
Copelatus ferus är en skalbaggsart som beskrevs av Guignot 1953. Copelatus ferus ingår i släktet Copelatus och familjen dykare. Inga underarter finns listade i Catalogue of Life.